# ایزومی-کو، یوکوهاما
ایزومی-کو (به لاتین: Izumi-ku) یک منطقهٔ مسکونی در ژاپن است که در یوکوهاما واقع شده‌است. ایزومی-کو ۲۳٫۵۱ کیلومتر مربع مساحت و ۱۵۵٬۶۷۴ نفر جمعیت دارد.